# Costantinopoli (libro)

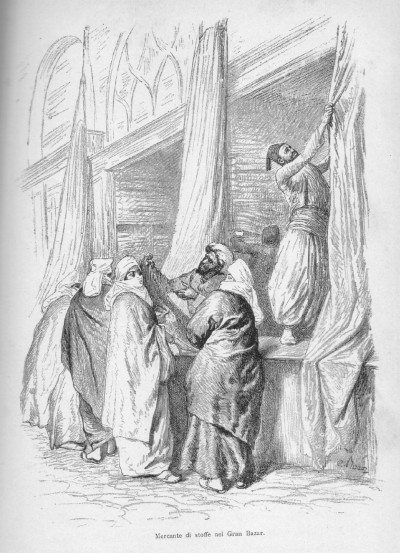
Un duplicado del Gran Bazar de Estambul en un dibujo de Cesare Biseo de la edición del 1882

Costantinopoli es un libro de travesía escrito por Edmondo De Amicis y publicado en el 1877-78 de los editores Hermanos Treves de Milán. 

## Historia
El libro fue escrito durante una breve estadía del escritor en la ciudad de Estambul, como corresponsal, en el año 1874 y publicado tres años después (1877-78). De Amicis, en compañía de su amigo pintor Enrico Yunck, que iba a dibujar bocetos para la edición ilustrada planeada (luego realizada, a causa de muerte prematura, en 1882 por Cesare Biseo), exploró la capital otomana a raíz de la literatura precedente, y sobre todo de la obra maestra de Théophile Gautier, "Constantinople" (1852). La obra tuvo un éxito inmediato y se tradujo en los idiomas principales  (y luego también al turco), recibiendo también feroces críticas, como las de Remigio Zena en el folleto "En yate de Génova a Costantinopola" (1887).

## Ediciones recientes
En el 2005 se volvió a publicar en forma reducida con una introducción de Umberto Eco titulado Istanbul, Una e Trina y se reimprimió por Einaudi en 2007.

## Crítica
Orhan Pamuk calificó la obra de De Amicis como el mejor libro escrito sobre Estambul en el siglo XIX, mientras que Umberto Eco declaró que la descripción ofrecida por De Amicis de la ciudad es la más cinematográfica. Jason Goodwin definió el trabajo como un verdadero tour de force victoriano.

## Ediciones
- Edmondo De Amicis, Costantinopoli, Turín, Einaudi, 2007. ISBN 978#-88#-06#-19047#-7.
- Edmondo De Amicis, Costantinopoli, Hermanos Treves, 1877#-78 y subsiguientes ristampe (sino al 1931)